# Micrurapteryx sophorivora
Micrurapteryx sophorivora là một loài bướm đêm thuộc họ Gracillariidae. Nó được tìm thấy ở Kazakhstan, phần châu Âu thuộc Nga và Tajikistan.
Ấu trùng ăn Sophora species. Chúng ăn lá nơi chúng làm tổ.Tổ có dạng đốm.